# Alexander Voigt
Alexander Voigt (Colonia, 13 aprile 1978) è un ex calciatore tedesco, di ruolo terzino.

## Carriera
Gioca quasi tutte le giovanili nel Colonia fino a quando nel 1998 approda in prima squadra. Nel 2005 segue l'allenatore Huub Stevens al Roda JC, ma nel dicembre 2006 viene ceduto al Carl Zeiss Jena in cui rimane fino al termine della stagione. Nell'estate del 2007 firma un contratto valido fino a giugno 2010 con il Borussia Mönchengladbach, nobile del calcio tedesco retrocessa in Zweite Bundesliga.
Dopo aver contribuito alla promozione in Bundesliga del Mönchengladbach, nel 2008 torna in Zweite Bundesliga nel Greuther Furth. Nel 2009 si trasferisce al FSV Francoforte.

## Palmarès

### Club

#### Competizioni nazionali
- Campionato tedesco di seconda divisione: 1

Borussia Mönchengladbach: 2007-2008